# Boinae
Sous-famille
Les Boinae sont une sous-famille de serpents de la famille des Boidae.  

## Description
Ce sont des serpents constricteurs qui tuent leurs proies par constriction en les enserrant dans leurs anneaux, ils n'ont pas de venin.

## Liste des genres
Selon The Reptile Database (2 août 2013) :
- Acrantophis Jan, 1863 — boas terrestres de Madagascar
- Boa Linnaeus, 1758 — boa
- Candoia Gray, 1842
- Chilabothrus Duméril & Bibron, 1844
- Corallus Daudin, 1803
- Epicrates Wagler, 1830
- Eunectes Wagler, 1830 — anaconda
- Sanzinia Gray, 1849 — boa arboricole de Madagascar

et les genres fossiles
- †Bavarioboa Szyndlar & Schleich, 1993
- †Boavus Marsh, 1871
- †Tallahattaophis Holman, 1988
- †Titanoboa Head, Bloch, Hastings, Bourque, Cadena, Herrera, Polly & Jaramillo, 2009

## Publication originale
- Gray, 1825 : A synopsis of the genera of reptiles and Amphibia, with a description of some new species. Annals of Philosophy, London, sér. 2, vol. 10, p. 193–217 (texte intégral).